# Богородица (Грчка)
Богородица (грч. Δορκάς, Доркас) је насељено место у општини Лагадина у периферији Средишња Македонија, Грчка. Према попису из 2021. године било је 330 становника.
Према бугарском географу и историчару, Василу Канчову, у Богородици је 1900. године живело 200 Словена хришћана. Током Другог балканског рата село је доста настрадало, тако је 1913. године заједно са насељем Гнојна имало 56, а 1920. године 99 становника. После 1923. године насељене су грчке избеглице. На попису из 1928. године Богородица је имала 1.090 становника.